# Vodní pólo na mistrovství Evropy v plaveckých sportech 1993
Zápasy ve vodním pólu na mistrovství Evropy v plaveckých sportech za rok 1993 proběhly v Sheffieldu, Spojené království ve dnech 30. července až 8. srpna 1993.

## Česká stopa
Mužská reprezentace se mistrovství Evropy neúčastnila. 
Ženská reprezentace se účastnila poprvé v historii. Nominace zatím nenalezena. Za Česko měly hrát Marková, Krůtová, Nováková, Berková, Krištofová a další.
Zápasy ve skupině:
- CZE – FRA 4:21 (???), branky CZE: ???
- CZE – HUN 5:22 (???), branky CZE: ???
- CZE – RUS 5:24 (???), branky CZE: ???
- CZE – SUI 5:7 (???), branky CZE: ???
- CZE – GBR 6:14 (???), branky CZE: ???

o 11. místo:
- CZE – SVK 10:7 (???), branky CZE: ???

## Medailisté
| Muži | Zlato | Stříbro | Bronz |
| ---- | --- | --- | --- |
| Tým  | Itálie (ITA) (Francesco Attolico, Gianni Averaimo, Alessandro Bovo, Roberto Calcaterra, Paolo Caldarella, Sandro Campagna, Marco D'Altrui, Massimiliano Ferretti, Mario Fiorillo, Ferdinando Gandolfi, Paolo Petronelli, Amedeo Pomilio, Franco Porzio, Giuseppe Porzio, Carlo Silipo)                     | Maďarsko (HUN) (Péter Kuna, Frank Tóth, Attila Monostori, Zsolt Varga, Imre Péter, László Tóth, Tamás Dala, Tibor Benedek, Rajmund Fodor, Balázs Vincze, András Gyöngyösi, Gábor Nemes, Zsolt Németh, Károly Lihótzky, Barnabás Steinmetz)                                                 | Španělsko (ESP) (Manuel Estiarte, Daniel Ballart, Ricardo Sánchez, Jordi Sans, Salvador Gómez, Miki Oca, Ignacio Lobera, Marco Antonio González, Gustavo Marcos, Josep Picó, Rubén Michavila, Pedro García, Manuel Silvestre, Gabriel Hernández, Sergio Pedrerol)                    |
| Ženy | Zlato | Stříbro | Bronz |
| Tým  | Nizozemsko (NED) (Eleonora van der Weijdenová, Hellen Boeringová, Edmée Hiemstraová, Karin Kuipersová, Ingrid Leijendekkerová, Alice Lindhoutová, Carla Quintová, Sandra Scherrenburgová, Rianne Schramová, Janny Spijkerová, Gillian van den Bergová, Karla Pluggeová, Hedda Verdamová, ??? (n), ??? (n)) | Rusko (RUS) (Marina Akobijová, Marina Kamenská, Ljubov Lvovová, Jekatěrina Anikejevová, Taťjana Bajanovová, Naděžda Volkovová, Svetlana Perevalovová, Marina Perevalovová, Jelena Tokunová, Rezeda Alejevová, Julija Pyrysevová, Olga Leščuková, Natalija Kolesnikovová, ??? (n), ??? (n)) | Maďarsko (HUN) (Katalin Dancsaová, Andrea Ekeová, Zsuzsa Kertészová, Mária Konrádová, Katalin Nagyová, Irén Rafaelová, Ildikó Rónaszékiová, Mercédesz Stieberová, Orsolya Szalkayová, Brigitta Szépová, Ildikó Takácsová, Gabriella Tóthová, Noémi Tóthová, Edit Vinczeová, ??? (n)) |

pozn. Dva hráči ze sestav byli nehrajícími náhradníky tj. náhradníci na tribuně, nebo necestujující náhradníci připraveni na telefonu dorazit v případě zranění.